# Tornieria
Tornieria fou un dinosaure herbívor de coll i cua llargs de dimensions enormes, relacionats amb la forma més coneguda Diplodocus. Se n'han trobat restes a la formació de Tendaguru (Juràssic superior), juntament amb cinc sauròpodes més: Australodocus, Giraffatitan, and Dicraeosaurus, així com el teròpode al·losaure i el blindat estegosaure.